# Vladimir Gurițenco
Vladimir Gurițenco (n. 22 februarie 1954) este un om politic din Republica Moldova, care a îndeplinit funcția de Ministru al Muncii, Protecției Sociale și Familiei (1998-1999).